# Anderson Batatais
Anderson Luís da Silva, (Batatais, 22 de dezembro de 1972), mais conhecido como Anderson Batatais é um treinador e ex-futebolista brasileiro. Atualmente, exerce o cargo de auxiliar técnico no Ceará.

## Carreira

### Jogador
Iniciou nas categorias de base da equipe de sua cidade, e teve passagens como profissional por clubes como, Batatais (SP), Internacional de Bebedouro (SP), Jaboticabal (SP), União Mogi (SP), Sertãozinho (SP), Caldense (MG), Paulista (SP), Ponte Preta (SP), Marília (SP), Coritiba (PR), Albirex Niigata (JAP) e Fortaleza (CE).
Foi capitão da equipe do Paulista na conquista da Copa do Brasil de 2005, título mais importante da carreira do atleta como profissional.

### Fora dos campos
Nos anos de 2011 e 2012, foi auxiliar técnico no Ceará.
Em 2015, retornou ao Ceará nas categorias de base, comandando equipes Sub-20 até a temporada de 2017.
No comando do Guarany de Sobral no início de 2019, o treinador levou a equipe às semifinais do Cearense e garantiu vaga na Série D do Brasileirão do ano seguinte.
Em janeiro de 2020, chegou ao Ferroviário-CE, comandando o clube no Campeonato Cearense, onde conseguiu boa campanha, levando o clube a sete vitórias em 10 partidas.
Posteriormente, trabalhou como auxiliar de Vagner Mancini no Atlético-GO, Corinthians e América-MG.
Em setembro de 2021, deixou o América Mineiro para assumir o comando do Ferroviário-CE. Deixou o Ferroviário em fevereiro de 2022.
Para 2024, retornou ao Ceará como auxiliar técnico de Vagner Mancini.